# Notanisus versicolor
Notanisus versicolor är en stekelart som beskrevs av Walker 1837. Notanisus versicolor ingår i släktet Notanisus och familjen puppglanssteklar.
Artens utbredningsområde är:
- Algeriet.
- Slovakien.
- Frankrike.
- Italien.
- Rumänien.
- Spanien.
- Azerbajdzjan.
- Kroatien.

Inga underarter finns listade i Catalogue of Life.